# Krasnoshteinita
La krasnoshteinita és un mineral de la classe dels borats. Rep el nom en honor d'Arkadiy Evgenievich Krasnoshtein (1937-2009), enginyer de mines i científic rus.

## Característiques
La krasnoshteinita és un borat de fórmula química Al₈[B₂O₄(OH)₂](OH)16Cl₄·7H₂O. Va ser aprovada com a espècie vàlida per l'Associació Mineralògica Internacional l'any 2018, sent publicada per primera vegada el 2020. Cristal·litza en el sistema monoclínic. La seva duresa a l'escala de Mohs és 3.
L'exemplar que va servir per a determinar l'espècie, el que es coneix com a material tipus, es troba conservat a les col·leccions del Museu Mineralògic Fersman, de l'Acadèmia de Ciències de Rússia, a Moscú (Rússia), amb el número de registre: 5239/1.

## Formació i jaciments
Va ser descoberta en dipòsits d'evaporites al Borehole No. 2001, dins el dipòsit de potassi de Verkhnekamskoe, al districte de Solikamsky (krai de Perm, Rússia), on es troba en forma de cristalls tabulars aïllats o lamel·lars de fins a 0,06 × 0,25 × 0,3 mm, incrustats en carnal·lita i halita. Es tracta de l'únic indret de tot el planeta on ha estat descrita aquesta espècie mineral.